# Broindon
Broindon est une commune française située dans le département de la Côte-d'Or, en région Bourgogne-Franche-Comté.

## Géographie

### Climat
Pour des articles plus généraux, voir Climat de la Bourgogne-Franche-Comté et Climat de la Côte-d'Or.
En 2010, le climat de la commune est de type climat océanique dégradé des plaines du Centre et du Nord, selon une étude du Centre national de la recherche scientifique s'appuyant sur une série de données couvrant la période 1971-2000. En 2020, Météo-France publie une typologie des climats de la France métropolitaine dans laquelle la commune est dans une zone de transition entre le climat océanique altéré et le climat océanique altéré et est dans la région climatique  Bourgogne, vallée de la Saône, caractérisée par un bon ensoleillement (1 900 h/an), un été chaud (18,5 °C), un air sec au printemps et en été et des vents faibles. 
Pour la période 1971-2000, la température annuelle moyenne est de 10,7 °C, avec une amplitude thermique annuelle de 17,9 °C. Le cumul annuel moyen de précipitations est de 787 mm, avec 11,1 jours de précipitations en janvier et 7,1 jours en juillet. Pour la période 1991-2020, la température moyenne annuelle observée sur la station météorologique de Météo-France la plus proche, « Dijon-Longvic », sur la commune d'Ouges à 8 km à vol d'oiseau, est de 11,4 °C et le cumul annuel moyen de précipitations est de 743,4 mm,. Pour l'avenir, les paramètres climatiques de la commune estimés pour 2050 selon différents scénarios d'émission de gaz à effet de serre sont consultables sur un site dédié publié par Météo-France en novembre 2022.

## Urbanisme

### Typologie
Au 1er janvier 2024, Broindon est catégorisée commune rurale à habitat dispersé, selon la nouvelle grille communale de densité à 7 niveaux définie par l'Insee en 2022.
Elle est située hors unité urbaine. Par ailleurs la commune fait partie de l'aire d'attraction de Dijon, dont elle est une commune de la couronne,. Cette aire, qui regroupe 333 communes, est catégorisée dans les aires de 200 000 à moins de 700 000 habitants,.

### Occupation des sols
L'occupation des sols de la commune, telle qu'elle ressort de la base de données européenne d’occupation biophysique des sols Corine Land Cover (CLC), est marquée par l'importance des territoires agricoles (65,2 % en 2018), une proportion sensiblement équivalente à celle de 1990 (65,4 %). La répartition détaillée en 2018 est la suivante : terres arables (59,6 %), forêts (34,8 %), zones agricoles hétérogènes (5,6 %). L'évolution de l’occupation des sols de la commune et de ses infrastructures peut être observée sur les différentes représentations cartographiques du territoire : la carte de Cassini (XVIIIe siècle), la carte d'état-major (1820-1866) et les cartes ou photos aériennes de l'IGN pour la période actuelle (1950 à aujourd'hui).

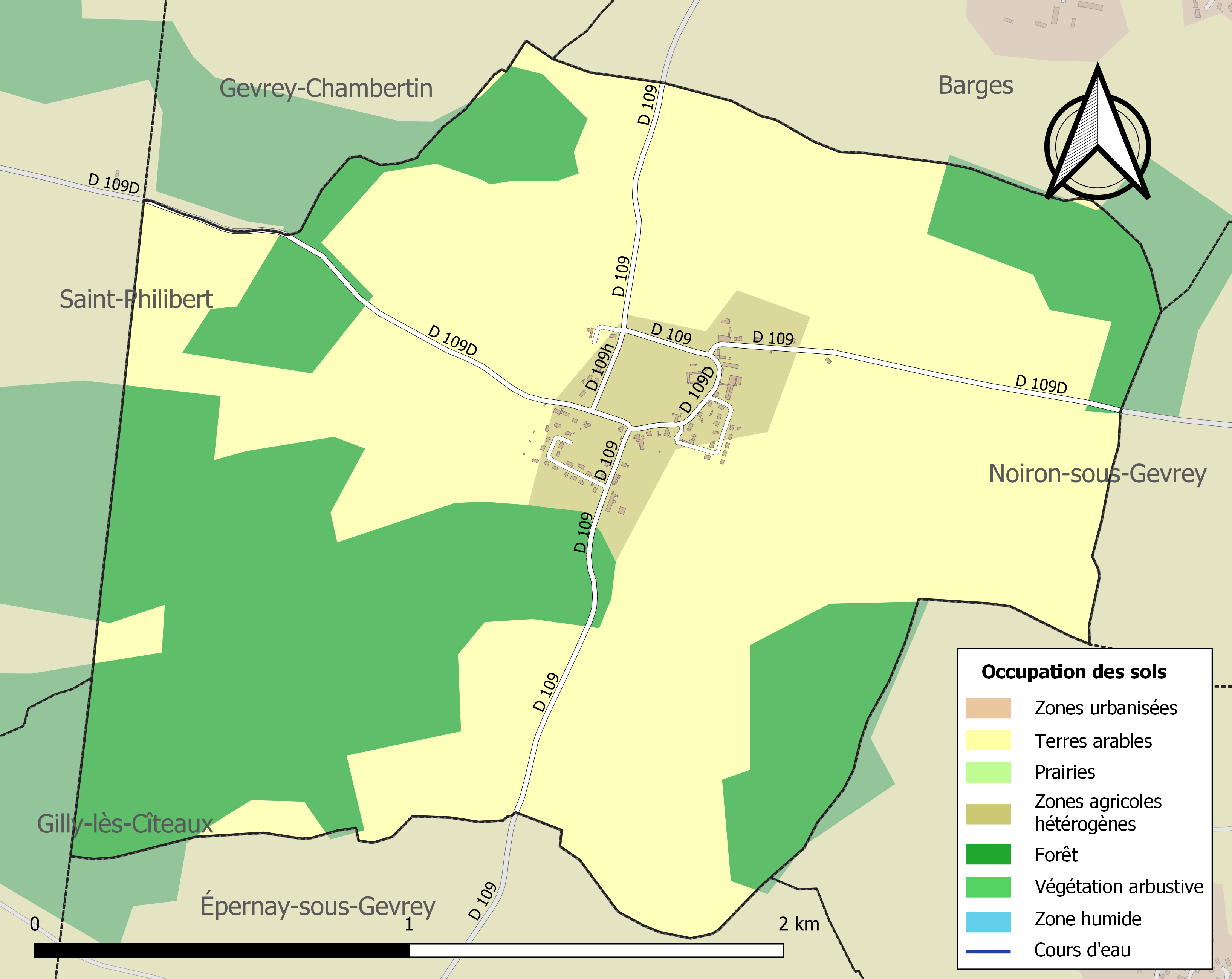
Carte des infrastructures et de l'occupation des sols de la commune en 2018 (CLC).

## Histoire
Brigendonis villa (834),  Brendum (1158),  Brendon (1175,1183),  Brandon (1235),  Broingdon (1276),  Broindon (1366).
Les écrits les plus anciens (à l'époque de l'évêque Alberic propriétaire des terres) font état en ce lieu d'un Brigendonis villa (834) dont la racine celte « Briga » atteste d'un « site fortifié ». Au début du XIIIe siècle, Eudes de Marigny confie les terres de « Brandon » aux moines de Cîteaux, qui en entreprennent le drainage (la Boise, la Mansouse et le Ruisseau du Milieu en conservant les tracés).
Vers 1350, la seigneurie de « Broingdon » est acquise par Marguerite de Flandre, épouse du jeune duc de Bourgogne Philippe Ier de Rouvres (en Plaine). C'est en 1620 que la seigneurie est vendue à Claude Gaillard de Montigny, président de la Chambre des comptes, et c'est son fils qui entreprendra vers 1650, sur un tertre fortifié préexistant (IXe siècle) la construction du château ; ses belles sculptures de vases et statues sont malheureusement dispersées.
On citera aussi les difficultés rencontrées à la Révolution par l'écuyer Baillyat, pour éviter que le château, exagérément qualifié de « forteresse », « Citadelle », « véritable bastille qui fait trembler tout le Canton » ne fusse rasé par les révolutionnaires. Aujourd'hui, le château avec son parc appartient depuis un siècle à la famille de Margerie. Il est classé au répertoire des monuments historiques, ainsi que la vieille chapelle attenante avec son chevet roman XIIe siècle ; elle fut longtemps la seule église de Broindon.
L'église paroissiale actuelle, sous le vocable de Saint-Léger (évêque bourguignon martyrisé en 680) fut construite à quelques pas au XIXe siècle dans un curieux ensemble réunissant en une même bâtisse : église, mairie et autrefois maison d'école pendant près d'un demi-siècle.

## Politique et administration
| Période                                  | Période   | Identité           | Étiquette | Qualité |
| ---------------------------------------- | --------- | ------------------ | --------- | ------- |
| 1843                                     | 1846      | François Berger    |           |         |
|                                          |           |                    |           |         |
| mars 2001                                | mars 2008 | Gilbert Perrot     |           |         |
| mars 2008                                | mars 2014 | Marylène Bobrowski |           |         |
| mars 2014                                | mars 2020 | Bernard Bobrowski  |           |         |
| mars 2020                                | en cours  | Alain Vion         |           |         |
| Les données manquantes sont à compléter. |           |                    |           |         |

## Démographie
L'évolution du nombre d'habitants est connue à travers les recensements de la population effectués dans la commune depuis 1793. Pour les communes de moins de 10 000 habitants, une enquête de recensement portant sur toute la population est réalisée tous les cinq ans, les populations de référence des années intermédiaires étant quant à elles estimées par interpolation ou extrapolation. Pour la commune, le premier recensement exhaustif entrant dans le cadre du nouveau dispositif a été réalisé en 2005.

En 2022, la commune comptait 197 habitants, en évolution de −1,01 % par rapport à 2016 (Côte-d'Or : +0,82 %, France hors Mayotte : +2,11 %).
| 1793 | 1800 | 1806 | 1821 | 1831 | 1836 | 1841 | 1846 | 1851 |
| ---- | ---- | ---- | ---- | ---- | ---- | ---- | ---- | ---- |
| 120  | 123  | 126  | 124  | 97   | 116  | 111  | 112  | 116  |

| 1856 | 1861 | 1866 | 1872 | 1876 | 1881 | 1886 | 1891 | 1896 |
| ---- | ---- | ---- | ---- | ---- | ---- | ---- | ---- | ---- |
| 121  | 104  | 99   | 102  | 86   | 86   | 75   | 92   | 76   |

| 1901 | 1906 | 1911 | 1921 | 1926 | 1931 | 1936 | 1946 | 1954 |
| ---- | ---- | ---- | ---- | ---- | ---- | ---- | ---- | ---- |
| 69   | 72   | 52   | 42   | 43   | 41   | 39   | 100  | 42   |

| 1962 | 1968 | 1975 | 1982 | 1990 | 1999 | 2005 | 2006 | 2010 |
| ---- | ---- | ---- | ---- | ---- | ---- | ---- | ---- | ---- |
| 30   | 41   | 42   | 62   | 71   | 61   | 73   | 74   | 122  |

| 2015 | 2020 | 2022 | - | - | - | - | - | - |
| ---- | ---- | ---- | - | - | - | - | - | - |
| 189  | 194  | 197  | - | - | - | - | - | - |

## Culture locale et patrimoine

### Lieux et monuments
- Château de Broindon et sa chapelle classée M.H.
- Église Saint-Léger datant du XIXe siècle.

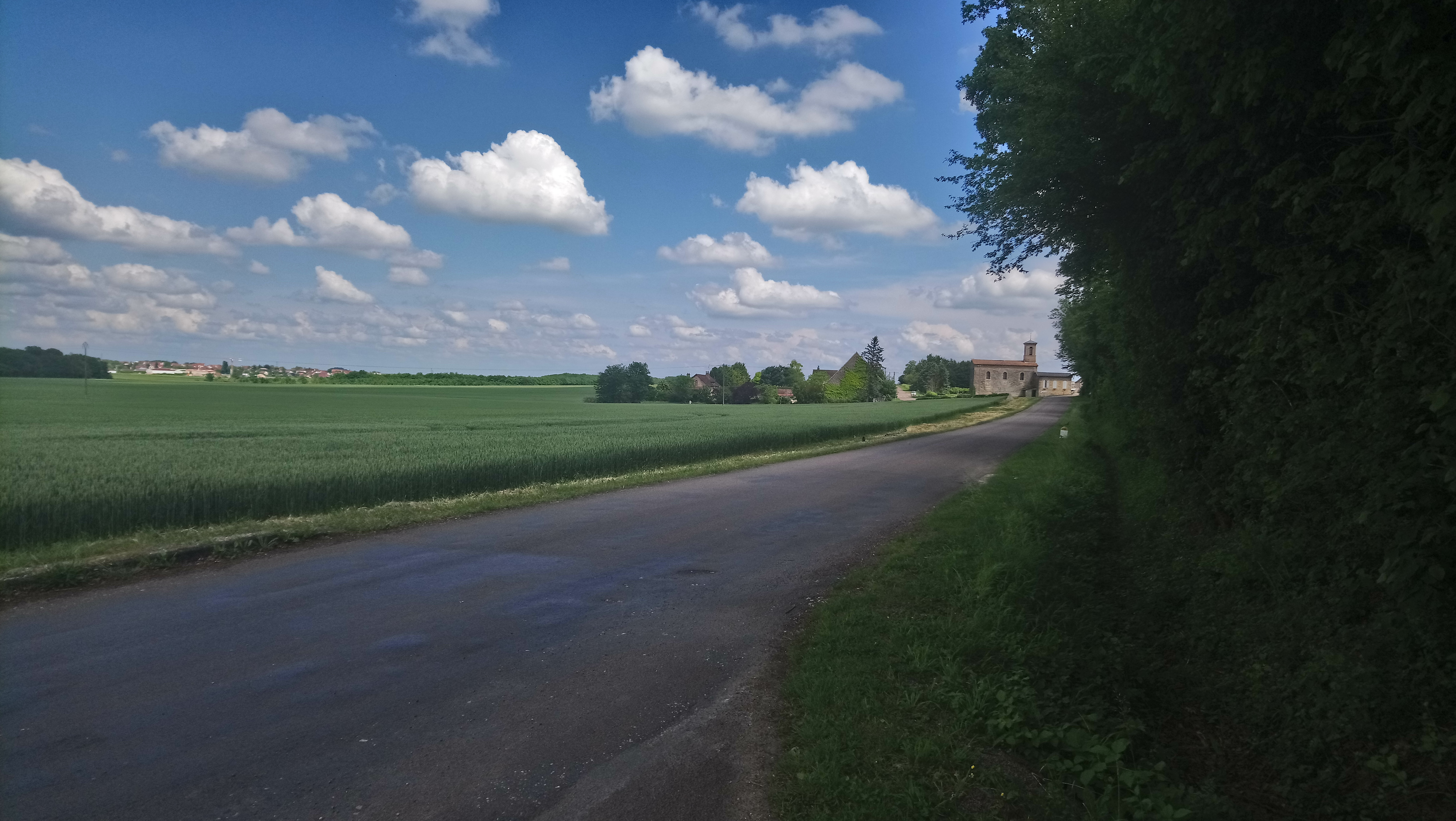
Rue de l'Église, vue de depuis le carrefour où se croisent la route de Barges et la rue Derrière le Parc.
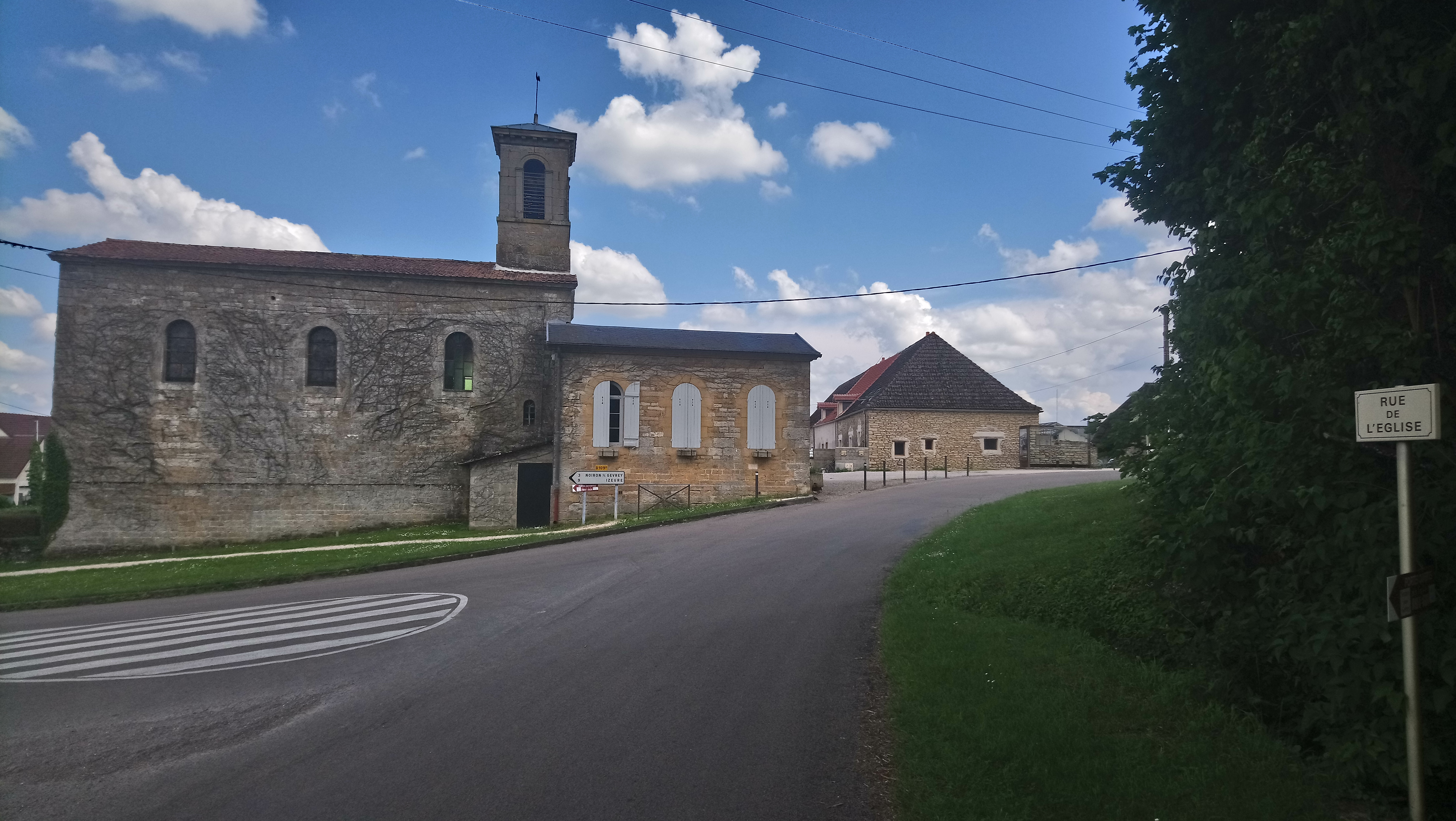
Rue de l'Église, au carrefour de la rue du Ceriser.

### Héraldique
| Blason | Blasonnement : D'hermine à la bande de gueules. |